# Lapua (stacja kolejowa)
Lapua (fiń. Lapuan rautatieasema) – stacja kolejowa w Lapua, w prowincji Finlandia Zachodnia, w Finlandii. Znajduje się w odległości 25 km od Seinäjoki i 110 km od Kokkola. Dworzec został otwarty w listopadzie 1886.